# كريستوفر بارسونز
كريستوفر بارسونز (بالإنجليزية: Christopher Parsons)‏ هو منتج تلفزيوني بريطاني، ولد في 23 أغسطس 1932 في ونشستر في المملكة المتحدة، وتوفي في 8 نوفمبر 2002 في Littleton-upon-Severn ‏ في المملكة المتحدة.

## وصلات خارجية
- كريستوفر بارسونز على موقع IMDb (الإنجليزية)
- كريستوفر بارسونز على موقع قاعدة بيانات الفيلم (الإنجليزية)